# 351
Cette page concerne l'année 351  du calendrier julien. Pour l'année 351 av. J.-C., voir 351 av. J.-C. Pour le nombre 351, voir 351 (nombre).
L'année 351 est une année commune qui commence un mardi.

## Événements
- 15 mars : Constance Galle devient César. Il est nommé à Sirmium et envoyé à Antioche par Constance II pour surveiller le front perse, tandis que Constance II s'occupe de l'usurpateur Magnence[1].
  - Magnence crée césar son frère Décentius et lui donne le gouvernement des Gaules, puis marche de Milan contre Constance II[1].
- 7 mai :
  - apparition d'une croix lumineuse dans le ciel de Jérusalem, mentionnée par l'évêque Cyrille dans une lettre à l'empereur Constance[2].
  - Constance Galle arrive à Antioche[3].
- Juin, Palestine : Les Juifs de Sepphoris, conduits par Patricius, attaquent la garnison romaine de la ville. La révolte se répand en Galilée, jusqu'à Tibériade et Lod. Constance Galle envoie des troupes commandées par le maître de cavalerie Ursicinus et fait raser la ville[4].
- Juillet : Constance II tombe dans une embuscade tendue par Magnence à Adrana et se retire sur Cibalae, tandis que Magnence s'empare de Siscia[5].
- Juillet-août : échec de Magnence devant Sirmium[1].
- Septembre : Claudius Silvanus, officier d'origine franque, trahit Magnence peu avant Mursa[6].
- 28 septembre : Constance II remporte une victoire sur Magnence à la bataille de Mursa, ville que Magnence tentait d'assiéger. Les pertes sont telles que Constance II ne peut empêcher Magnence de s'enfuir et se réfugier dans Aquilée[1].
- Automne : Constance II convoque le concile de Sirmium. Publication de la première formule de Sirmium, qui évite de mentionner l'homoousios, la consubstantialité du Fils exprimée à Nicée. L'évêque Photin est déposé pour sabellianisme et exilé[7].

- Shi Zhi (en), le dernier empereur du Zhao postérieur assiégé par Ran Min (en) dans sa capitale Xiangguo, est assassiné par un de ses officiers. Ran Min fonde un État éphémère sous le nom de Wei (351-352)[8]. Celui-ci, d'ethnie Han, commence le génocide des Jie et autres barbares autour de Ye, la capitale[9].
- Le tibétain Fu Jian (苻健), profitant de l’affaiblissement du Zhao postérieur, se proclame prince céleste et fonde la dynastie des Qin antérieurs en Chine du Nord[10].
- Les sacrifices en l'honneur de Cybèle et Attis sont rétablis au Phrygianum du Vatican sur ordre de Magnence[11].